# Emmanuel Simh
Emmanuel Simh est un avocat Camerounais. Il est membre du MRC.

## Biographie

### Carrière
Il est avocat au barreau du Cameroun,. Il est 3ième vice-président du MRC,,. Il s'illustre après les élections présidentielles de 2018 au Cameroun par la défense des membres, sympathisants du MRC et autres activistes emprisonnés au Cameroun,,,.